# Louis Herson
Louis Herson, né le 20 juin 1843 à Alger et mort le 2 mai 1916 à Nice, est un général de division français, grand-croix de la Légion d'honneur.
Officier sorti de Saint-Cyr, il sert pratiquement sans interruption au 2e régiment de zouaves entre 1865 et 1890 avec lequel il participe à la pacification de l'Algérie et à la guerre franco-allemande de 1870. Promu général, il commande la division d'Oran (1903-1906) puis est nommé commandant de la division d'occupation de Tunisie (1906-1908).

## Biographie

### Famille
Il est le fils de Jean Louis Herson, limonadier, et Louise Ferru, couturière, mariés en à 1836 à Alger.
Il épouse Valentine Fontaine (1855-1929) avec qui il a une fille : Constance Louise.

### Carrière militaire
Il fait l'École spéciale militaire de Saint-Cyr (1863-1865).
Sous-lieutenant au 2e régiment de zouaves en 1865, il fait partie de la colonne de Géryville commandée par le colonel de Colomb et participe au combat de Ben-Atab (mars 1866), à la reconnaissance de Figuig (avril 1866) et à la razzia de Meharoug (14 avril 1866). Il sert dans la colonne de Frendah et de Géryville, sous le commandement du lieutenant-colonel de Colonieu (1867).
Lieutenant au 2e zouaves (1868), il participe à l'expédition du général de Wimpfen sur l'oued Guir. Il se distingue au combat de l'oued Guir (14 avril 1870) puis au combat d'Aïn-Chaïr (25 avril 1870).
Lors de la guerre franco-allemande de 1870, il se distingue à la bataille de Frœschwiller-Wœrth (6 août 1870). Il combat à la bataille de Sedan (1er septembre 1870) où il est blessé au téton gauche par une balle. Fait prisonnier, il est du 14 septembre 1870 à juillet 1871, en captivité en Allemagne, à Magdebourg. Il est condamné à cinq mois de prison par un conseil de guerre prussien, pour avoir écrit, dans une lettre privée: « Notre belle bibliothèque de Saint-Cyr est envoyée à l'école des cadets prussiens; je souhaite que la lecture de ces livres rende ces jeunes gens plus civilisés et moins voleurs que leurs pères ». Rentré de captivité, il retrouve le 2e zouaves en juillet 1871. Il est nommé chevalier de la Légion d'honneur le 8 août 1871.
Capitaine au 2e zouaves en 1872, le 14 février 1874, il est chargé avec sa compagnie de prendre possession du cuirassé espagnol Le Numancia, entre les mains de brigands de Carthagène et réfugié dans le port de Mers el-Kebir.
Il participe à la répression de l'insurrection du Sud-oranais (1881). Au sein de la colonne du colonel Innocenti, il se distingue au combat de Chellala ou de Monalock (19 mai 1881). Avec la colonne du général Détrie, il participe au combat de Mekkam-Sidi-Cheikh (juin 1881) puis, avec la colonne du colonel Swiney, au combat du Kreider (juin 1881).
Chef de bataillon au 2e zouaves en 1884, il est nommé lieutenant-colonel au 111e régiment d'infanterie en 1890 et sert en Corse, puis à Toulon.
Il est promu colonel du 141e régiment d'infanterie en 1893.
Général de brigade le 1er mars 1898, il est nommé gouverneur de Perpignan puis commandant de la 64e brigade d'infanterie à Albi en 1899.
Promu général de division, il commande la 8e division d'infanterie au Mans en 1902 puis la division d'Oran en 1903.
En 1906, il est nommé commandant de la division d'occupation de Tunisie.
Il est élevé à la dignité de grand-croix de la Légion d'honneur le 11 juillet 1908 et prend sa retraite.

## Décorations
- Grand-croix de la Légion d'honneur (11 juillet 1908)
  - Grand officier le 29 décembre  1904
  - Commandeur le 11 juillet 1901
  - Officier le 29 décembre 1887
  - Chevalier le 8 août 1871

### Sources contemporaines
- « Herson (Louis Charles) », dans Paul Lambert, Dictionnaire illustré de la Tunisie, C. Saliba Ainé, Tunis, 1912, p. 226-227. Lire en ligne.

### Sources modernes
- « Herson, Louis Charles », dans Michel Wattel et Béatrice Wattel (préf. André Damien), Les Grand’Croix de la Légion d’honneur : De 1805 à nos jours, titulaires français et étrangers, Paris, Archives et Culture, 2009, 701 p. (ISBN 978-2-35077-135-9).
- « Herson, Louis Charles », dans Michel Prevost, Jean-Charles Roman d’Amat, Henri Tribout de Morembert  (dir.), Dictionnaire de biographie française, tome 17 (notices de Guéroult à Humann), Letouzey et Ané, 1989.
- Michel Lihoreau, L’Expédition Wimpffen à l'Oued Guir en 1870, L'Harmattan, 1996.